# Werder
Werder (pronunciación en alemán: /ˈvɛʁdɐ/ⓘ) es un municipio situado en el distrito de Ludwigslust-Parchim, en el estado federado de Mecklemburgo-Pomerania Occidental (Alemania), a una altitud de 63 metros. Su población a finales de 2016 era de 388 habs. y su densidad poblacional, 21 hab/km².